# Saint-Laurent-la-Roche
Saint-Laurent-la-Roche è un comune francese soppresso e frazione del dipartimento del Giura nella regione della Borgogna-Franca Contea. Dal 1º gennaio 2016 si è fuso con i comuni di Essia, Arthenas e Varessia per formare il nuovo comune di La Chailleuse.

## Società

### Evoluzione demografica
Abitanti censiti